# Тумулус

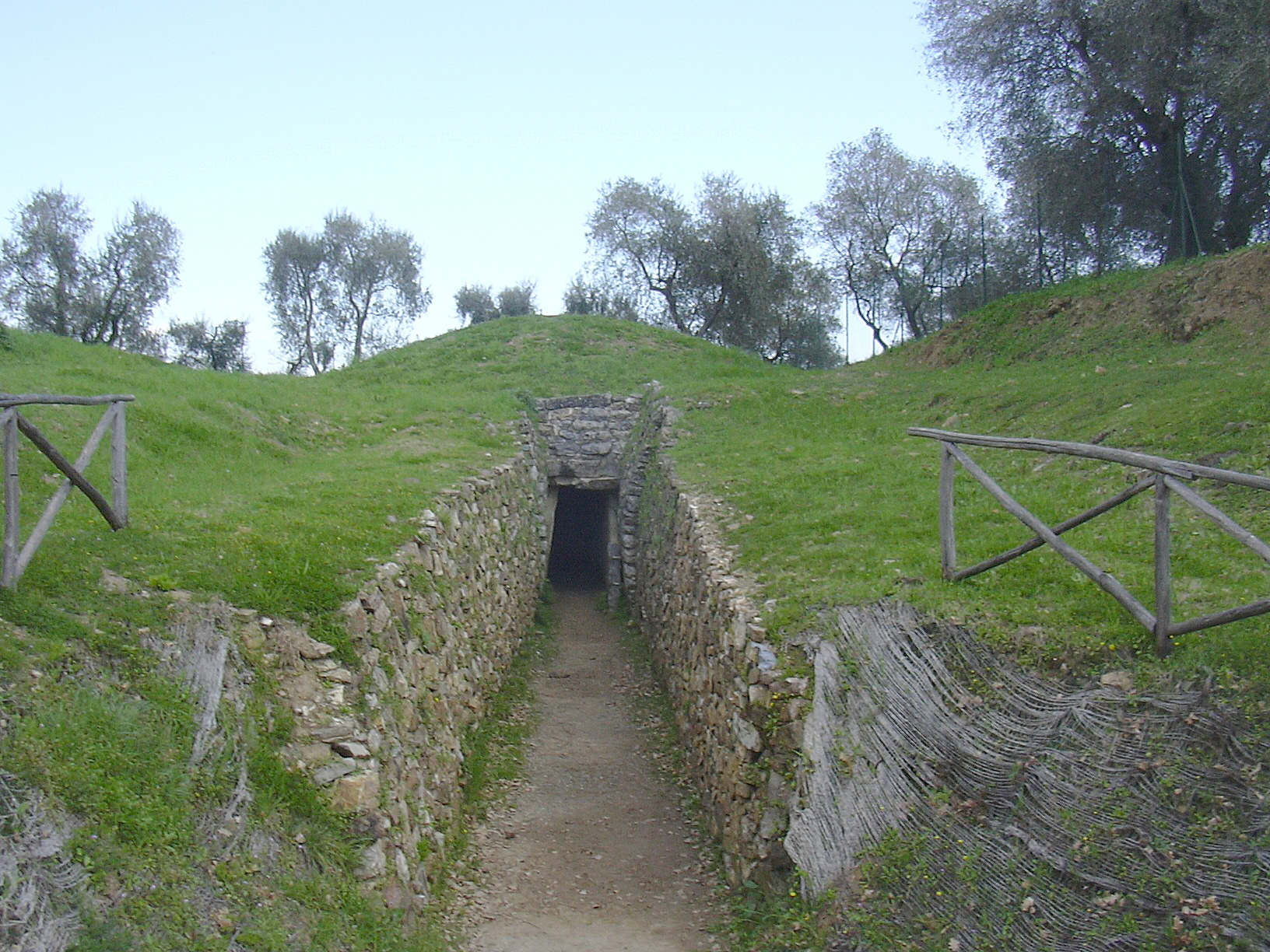
Етруський тумулус у Ветулонії (Тоскана)

Тумулус (лат. tumulus — «пагорб, курган») — стала назва у Європі виду мегалітичних поховань; купольна гробниця, некрополь у вигляді кургану.
Тумулус будувався як підземна похоронна камера, крита склепінням з кам'яних блоків та зверху засипана землею, з утворенням насипного високого пагорба. Усередині встановлювалися урни з прахом померлих.